# Vakarų Baltijos laivų statykla

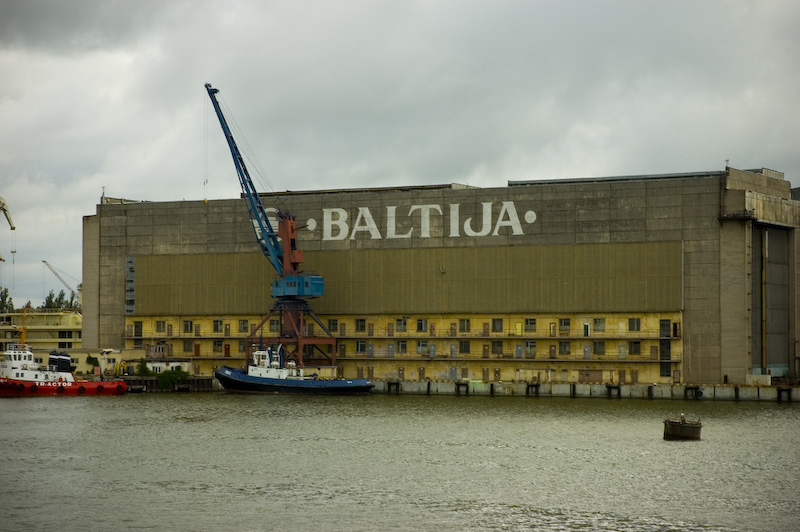
Baltija-Werft (2007)

UAB Vakarų Baltijos laivų statykla (englisch Western Baltija Shipbuilding (WBS)) ist eine Werft im litauischen Klaipėda.
Neben Pontons, Flussfähren, Bauteilen und Sektionen für Containerschiffe werden Trawler, Tankschiffe und Schwimmdocks hergestellt.

## Geschichte
Die Werft wurde 1952 auf Erlass des Ministeriums für Schiffbau der Sowjetunion gegründet, um Fischerboote herzustellen. Ab 1958 wurden Schwimmdocks produziert. Seit April 1997 gehörte die Werft zu 98,5 Prozent der dänischen Werft Odense Staalskibsværft, die wiederum der Unternehmensgruppe A. P. Møller-Mærsk gehört. Die Odense Staalskibsværft investierte seit April 1997 etwa 21 Millionen Euro in die Werft. 2000 gab es 1892 Mitarbeiter bei AB Baltijos laivų statykla.
Das neue Unternehmen entstand aus UAB „Vakarų laivų statykla“ ir AB „Baltijos“ laivų statykla. 2010 verkaufte Odense Staalskibsværft die AB Baltijo laivų statykla und UAB „Baltic Engineering Centre“ an die „BLRT Grupp“ in Estland.